# Colonia Modelo
Colonia Modelo är en ort i Mexiko.   Den ligger i kommunen Ascensión och delstaten Chihuahua, i den nordvästra delen av landet, 1 600 km nordväst om huvudstaden Mexico City. Colonia Modelo ligger 1 217 meter över havet och antalet invånare är 348.
Terrängen runt Colonia Modelo är mycket platt, och sluttar österut. Runt Colonia Modelo är det mycket glesbefolkat, med 2 invånare per kvadratkilometer. Närmaste större samhälle är Guadalupe Victoria, 12,4 km väster om Colonia Modelo. Omgivningarna runt Colonia Modelo är i huvudsak ett öppet busklandskap.